# Kerri Kenney-Silver
Kerri Kenney-Silver (Westport, Connecticut, 20 de enero de 1970) es una actriz, cantante y guionista estadounidense. 

## Biografía
Hija de Sharon y Larry Kenney (actor conocido por su trabajo como actor de voz), tiene una hermana, Ashley, y un hermano, Tanner.
Durante los años 1990, Kenney-Silver formó parte de un grupo de comedia improvisada llamado The State, que fue escogido para realizar un programa de sketches en la serie de televisión homónima para la cadena MTV: la serie se prolongaría tres temporadas, de 1993 a 1995. Una vez finalizada, Kenney-Silver continuó trabajando con sus compañeros de grupo en otros proyectos, y fue así como en el año 1996 se encargó de escribir y protagonizar algunos papeles en la serie Viva Variety, lque fue emitida por la cadena Comedy Central y duró dos temporadas.
En el año 2000 Kenney-Silver comenzó a seguir los pasos de su padre como actor de voz, siendo la voz de Gravitina en la serie animada Buzz Lightyear of Star Command y dando voz a distintos personajes en la serie Invasor Zim. También tuvo un papel principal en la serie de corta duración The Ellen Show y una breve aparición en la serie Still Standing. En el año 2003, junto a algunos miembros de la agrupación The State se integró al elenco de la serie de Comedy Central Reno 911! interpretando a Trudy Wiegel. 

## Música
Kenney-Silver también fue la vocalista del grupo femenino de indie rock Cake Like. Está casada con Steven V. Siller, un director de fotografía para películas, y tiene un hijo nacido el 6 de agosto de 2005.